# 和田英作
和田 英作（1874年12月23日—1959年1月3日）是日本洋畫家。鹿兒島縣人。日本藝術院會員。正三位受位者。文化勳章獲得者。文化功勞者。主要作品『渡頭の夕暮』『こだま』『おうな』等。

## 外部連結
- . kotobank （日语）.